# 화이트 타이거: 최강 전차군단
《화이트 타이거: 최강 전차군단》(Belyy tigr , WHITE TIGER)은 러시아 연방에서 제작된 카렌 샤크나자로프 감독의 2012년 액션, 모험, 코미디 영화이다. 게라심 아키포브 등이 주연으로 출연하였다.
이 영화는 85회 아카데미상에서 외국어 부문에 입품되었으나 최종 후보자 명단에 오르지는 못했다.

## 출연

### 주연
- 게라심 아키포브
- 알렉산드르 바코브

## 기타
- 원작자: 일야 보야쇼프
- 프로듀서: 카렌 샤크나자로프